# Чемпионат Европы по футболу 2020 (отборочный турнир, группа E)
Жеребьёвка отборочного турнира чемпионата Европы 2020 прошла в Дублине 2 декабря 2018 года. В группу E попали сборные по футболу следующих стран: Хорватия, Уэльс, Словакия, Венгрия и Азербайджан. Матчи в группе E пройдут с 21 марта 2019 по 19 ноября 2019 года.
Сборные, занявшие первые два места, выходят в финальную часть чемпионата.
Команды, которые не пройдут квалификационный групповой этап, смогут по-прежнему претендовать на финальный турнир через плей-офф лиги наций 2018/2019. Каждой лиге будет выделено одно из четырёх оставшихся мест Евро-2020. Четыре команды из каждой лиги, которые ещё не получили квалификацию для финала чемпионата Европы, будут соревноваться в плей-офф своей лиги, которые будут сыграны в марте 2020 года. Места для плей-офф будут сначала распределены на каждого победителя группы, а если команда уже прошла квалификацию в финал чемпионата Европы, то её место достаётся следующей лучшей команде дивизиона. Если же и в этом случае четверка команд будет недоукомплектована, свободные места получат лучшие команды из лиги (лиг) ниже классом, из тех, что не прошли квалификацию чемпионата Европы и не попали в плей-офф собственной лиги.

## Турнирная таблица
| Поз | Команда     | И | В | Н | П | МЗ | МП | РМ  | О  | Квалификация                        |  | Хорватия | Уэльс | Словакия | Венгрия | Азербайджан |
| --- | ----------- | - | - | - | - | -- | -- | --- | -- | ----------------------------------- |  | -------- | ----- | -------- | ------- | ----------- |
| 1   | Хорватия    | 8 | 5 | 2 | 1 | 17 | 7  | +10 | 17 | Квалификация в финальный раунд      |  | —        | 2:1   | 3:1      | 3:0     | 2:1         |
| 2   | Уэльс       | 8 | 4 | 2 | 2 | 10 | 6  | +4  | 14 | Квалификация в финальный раунд      |  | 1:1      | —     | 1:0      | 2:0     | 2:1         |
| 3   | Словакия    | 8 | 4 | 1 | 3 | 13 | 11 | +2  | 13 | Сборная участвует в стыковых матчах |  | 0:4      | 1:1   | —        | 2:0     | 2:0         |
| 4   | Венгрия     | 8 | 4 | 0 | 4 | 8  | 11 | −3  | 12 | Сборная участвует в стыковых матчах |  | 2:1      | 1:0   | 1:2      | —       | 1:0         |
| 5   | Азербайджан | 8 | 0 | 1 | 7 | 5  | 18 | −13 | 1  |                                     |  | 1:1      | 0:2   | 1:5      | 1:3     | —           |

## Результаты
Расписание матчей было опубликовано УЕФА после жеребьёвки 2 декабря 2018 года в Дублине. Время указано по CET/CEST, в соответствии с правилами УЕФА (местное время, если отличается, указано в скобках).
| Хорватия                   | 2:1     | Азербайджан |
| -------------------------- | ------- | ----------- |
| Баришич 44′ · Крамарич 79′ | (отчёт) | 19′ Шейдаев |

| Словакия              | 2:0     | Венгрия |
| --------------------- | ------- | ------- |
| Дуда 42′ · Руснак 85′ | (отчёт) |         |

| Уэльс     | 1:0     | Словакия |
| --------- | ------- | -------- |
| Джеймс 5′ | (отчёт) |          |

| Венгрия                | 2:1     | Хорватия  |
| ---------------------- | ------- | --------- |
| Салаи 34′ · Паткаи 76′ | (отчёт) | 13′ Ребич |

| Хорватия                             | 2:1     | Уэльс     |
| ------------------------------------ | ------- | --------- |
| Дж. Лоуренс 17′ (авт.) · Перишич 48′ | (отчёт) | 77′ Брукс |

| Азербайджан | 1:3     | Венгрия                     |
| ----------- | ------- | --------------------------- |
| Мадатов 29′ | (отчёт) | 18′, 53′ Орбан · 71′ Холман |

| Азербайджан | 1:5     | Словакия                                              |
| ----------- | ------- | ----------------------------------------------------- |
| Шейдаев 29′ | (отчёт) | 8′ Лоботка · 27′ Куцка · 30′, 57′ Гамшик · 85′ Ганцко |

| Венгрия    | 1:0     | Уэльс |
| ---------- | ------- | ----- |
| Паткаи 80′ | (отчёт) |       |

| Словакия | 0:4     | Хорватия                                             |
| -------- | ------- | ---------------------------------------------------- |
|          | (отчёт) | 45′ Влашич · 46′ Перишич · 72′ Петкович · 89′ Ловрен |

| Уэльс                        | 2:1     | Азербайджан |
| ---------------------------- | ------- | ----------- |
| Пашаев 80′ (авт.) · Бейл 84′ | (отчёт) | 58′ Эмрели  |

| Азербайджан   | 1:1     | Хорватия          |
| ------------- | ------- | ----------------- |
| Халилзаде 72′ | (отчёт) | 11′ (пен.) Модрич |

| Венгрия      | 1:2     | Словакия              |
| ------------ | ------- | --------------------- |
| Собослаи 50′ | (отчёт) | 40′ Мак · 56′ Боженик |

| Хорватия                      | 3:0     | Венгрия |
| ----------------------------- | ------- | ------- |
| Модрич 5′ · Петкович 24′, 42′ | (отчёт) |         |

| Словакия  | 1:1     | Уэльс   |
| --------- | ------- | ------- |
| Куцка 53′ | (отчёт) | 25′ Мур |

| Венгрия    | 1:0     | Азербайджан |
| ---------- | ------- | ----------- |
| Корхут 10′ | (отчёт) |             |

| Уэльс      | 1:1     | Хорватия  |
| ---------- | ------- | --------- |
| Бейл 45+4′ | (отчёт) | 9′ Влашич |

| Азербайджан | 0:2     | Уэльс                |
| ----------- | ------- | -------------------- |
|             | (отчёт) | 10′ Мур · 34′ Уилсон |

| Хорватия                                | 3:1     | Словакия    |
| --------------------------------------- | ------- | ----------- |
| Влашич 56′ · Петкович 60′ · Перишич 74′ | (отчёт) | 32′ Боженик |

| Словакия                 | 2:0     | Азербайджан |
| ------------------------ | ------- | ----------- |
| Боженик 19′ · Гамшик 86′ | (отчёт) |             |

| Уэльс          | 2:0     | Венгрия |
| -------------- | ------- | ------- |
| Рэмзи 15′, 47′ | (отчёт) |         |

## Бомбардиры
4 мяча
| - Бруно Петкович |

3 мяча
| - Никола Влашич - Иван Перишич - Роберт Боженик - Марек Гамшик |

2 мяча
| - Рамиль Шейдаев - Махир Эмрели - Вилли Орбан | - Мате Паткаи - Юрай Куцка - Гарет Бейл | - Киффер Мур - Аарон Рэмзи - Лука Модрич |

1 мяч
| - Тамкин Халилзаде - Адам Салаи - Дэвид Холман - Доминик Собослаи - Михай Корхут - Ондрей Дуда - Альберт Руснак | - Станислав Лоботка - Давид Ганцко - Роберт Мак - Даниэль Джеймс - Дэвид Брукс | - Гарри Уилсон - Борна Баришич - Андрей Крамарич - Анте Ребич - Деян Ловрен |

1 автогол
| - Павел Пашаев (в матче против Уэльс) | - Джеймс Лоуренс (в матче против Хорватия) |

## Дисциплина
Игрок автоматически пропускает следующий матч в случаях:
- Получение красной карточки (увеличение срока дисквалификации, может быть произведено в случае серьезного правонарушения)
- Получение трех желтых карточек в трех разных матчах, а также после пятой и любых последующих желтых карточек (дисквалификация переноситься в плей-офф, но не в финал или в любые другие будущие международные матчи)

Следующие дисквалификации были получены во время квалификационных матчей:

## Комментарии
1. ↑  CET (UTC+1) для матчей в марте и ноябре 2019, а CEST (UTC+2) для всех остальных матчей.